# Mano (rivier)
De Mano is een korte rivier in West-Afrika die ontstaat door de samenvloeiing van de Moro en de Gbeya. De Moro en meer zuidwaarts de Mano vormen de grens tussen Sierra Leone en Liberia. De Mano mondt uit in de Atlantische Oceaan ten zuiden van Sulima (Sierra Leone).
De rivier gaf haar naam aan de Mano River Union, een handelsunie tussen Sierra Leone en Liberia, waar Guinee en Ivoorkust later bij aansloten.
- Virtual International Authority File: 234806039
- WorldCat: E39PBJjmR8r6jwjMKBpt9wrpfq